# Troféu Copa Brasil
O Troféu Copa Brasil, popularmente conhecido como Taça das Bolinhas, é um troféu criado em 1975 para premiar o primeiro clube do Brasil a vencer o Campeonato Brasileiro de Futebol três vezes seguidas ou cinco vezes alternadamente a partir de 1975. Foi criado pela CBD em 1975, sendo um oferecimento da Caixa Econômica Federal. Entre 1975 e 1992, todos os clubes que venceram o Campeonato Brasileiro receberam uma réplica miniatura do troféu.

## O troféu
Em 1975, a CBD lançou o Troféu Copa Brasil (popularmente conhecida como "Taça das Bolinhas"), uma taça mais elaborada produzida pelo artista plástico Maurício Salgueiro, sendo um oferecimento da Caixa Econômica Federal. Além de adotar um novo troféu, a entidade também alterou o nome oficial do campeonato nacional para Copa Brasil.
O troféu tem uma altura de 60 centímetros e pesa 5,6 quilos, é composto por 156 esferas, sendo uma de ouro e as demais de pratas, banhadas a ródio para proteger o metal. As esferas estão distribuídas em 13 níveis, elas vão aumentando de tamanho a cada nível, apoiadas em uma base de madeira de jacarandá, como um todo, essas esferas constituem o formato de uma taça. Segundo seu criador, a ideia era valorizar o campeonato, sendo assim, o contínuo aumento no tamanho das esferas representa o crescimento dos times durante o certame, cabendo ao campeão brasileiro da temporada o ápice, a esfera de ouro e de maior volume situada no núcleo do nível superior.
Assim como os troféus Taça Brasil, não era confeccionada uma nova taça a cada edição da competição, o troféu original retornava ao cofre do banco após ser erguida e realizada a volta olímpica pela equipe campeã. Mas diferentemente dos referidos troféus, desta vez os clubes recebiam uma réplica em tamanho reduzido, de 30 centímetros. E, os regulamentos da Confederação Brasileira também determinavam que o time que conquistasse esta taça três vezes seguidas ou cinco vezes alternadas ficaria em posse definitiva da mesma. Como a peça foi criada apenas em 1975, os títulos brasileiros anteriores a esta data não faziam parte da contagem de conquistas necessárias para a posse definitiva do troféu.
Entre 1980 e 1985, os clubes também receberam um outro troféu, de mais de um metro de altura, devido ao nome do Campeonato Brasileiro na época ser Taça de Ouro. Em 1987 e 1988, quando o torneio ficou popularmente conhecido como Copa União, a revista Placar também ofereceu um outro troféu ao campeão, o Troféu Copa União. Ao todo, onze clubes conquistaram o Troféu Copa Brasil, até 1992, quando ele saiu de cena em julho, após o Flamengo sagrar-se campeão brasileiro. O clube alegava ter sido aquela a sua quinta conquista. Porém, uma das conquistas reivindicadas pelo Flamengo se trata da polêmica Copa União de 1987, torneio este, que, segundo os regulamentos da Confederação Brasileira de Futebol (CBF) tratou-se apenas do Módulo Verde do Campeonato Brasileiro de 1987, e atualmente a entidade reconhece apenas o Sport como único campeão brasileiro daquele ano. Em 7 de fevereiro de 1988, O Sport recebeu a sua réplica ao derrotar o Guarani na decisão do Campeonato Brasileiro de 1987 com um gol de cabeça do zagueiro Marco Antônio.
Portanto, o objetivo da posse definitiva do Troféu Copa Brasil pelo clube que a conquistasse três vezes consecutivas ou cinco vezes alternadas continua fora de alcance.

## Posse definitiva
A polêmica sobre o time detentor da taça começou há muitos anos. Em 7 de julho de 1987, o presidente da Confederação Brasileira de Futebol (CBF), Octávio Pinto Guimarães, declarou que a entidade não tinha condições de bancar as despesas dos clubes no Campeonato Brasileiro de 1987 se não conseguisse um patrocinador, e que os clubes teriam que arcar com as suas próprias despesas com as viagens, ou então, não havendo acordo, a CBF realizaria um campeonato regionalizado com poucas viagens, diminuindo assim as despesas, admitindo que seria necessário fazer o campeonato "de qualquer maneira", para "não demonstrar a incapacidade da CBF".

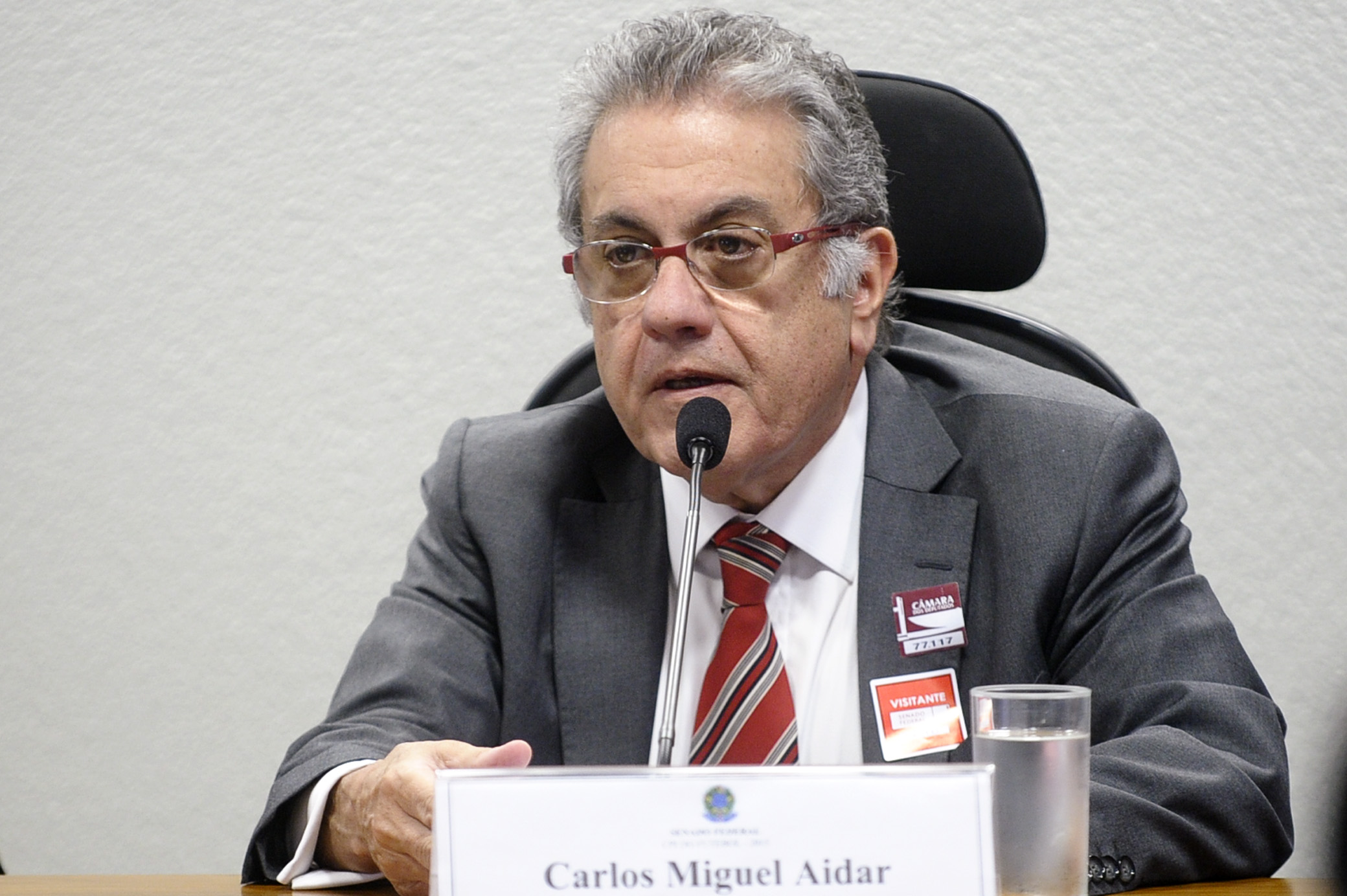
A CBF declarou o como campeão brasileiro de 1987, enquanto o Clube dos 13 fez o mesmo com o. Porém, o clube de Carlos Miguel Aidar, o São Paulo Futebol Clube, que na época pertencia ao Clube dos 13, não manteve posteriormente esta postura, como evidenciado pela sua postura quando da polêmica com o próprio Flamengo pela Taça de Bolinhas.

Querendo organizar a competição criando a Copa União, o Clube dos 13 entrou em acordo com as exigências da CBF de que fossem indicados mais três outros clubes de outros estados, além dos clubes participantes que já eram membros da associação Clube dos 13. Em seguida a CBF cria um outro campeonato paralelo à Copa União com clubes que estavam de fora da competição chamando-o de "Módulo Amarelo da Copa Brasil" (Troféu Roberto Gomes Pedrosa) e propõe que o campeão e vice da Copa União, que seria o Módulo Verde, fizesse um cruzamento contra o campeão e vice dessa mesma competição criada por ela para decidir quais seriam os dois clubes que representariam o Brasil na Taça Libertadores da América.
A CBF determinou que os dois primeiros de cada Módulo fizessem o quadrangular final para determinar o campeão brasileiro de 1987, proposta que a CBF sugeria desde 24 de julho de 1987, anteriormente ao início dos jogos, iniciados em 11 de setembro de 1987. Segundo o Jornal do Brasil de 1987, a fórmula da CBF (primeira divisão com 32 clubes em dois módulos de dezesseis, com quadrangular entre os dois primeiros de cada módulo para definir o campeão) foi pela primeira vez sugerida pela CBF em 24 de julho, anunciada pela CBF em 28 de agosto, com o acordo entre CBF e clubes anunciado pelo presidente da CBF em 3 de setembro.
 O dirigente Eurico Miranda assinou na CBF um documento em nome do Clube dos 13 comprometendo-se ao quadrangular final. A ideia de fazer o Campeonato Brasileiro de 1987 com apenas dezesseis clubes, e que seriam os maiores do Brasil, foi sugerida pela primeira vez em setembro de 1986, pelo então dirigente vascaíno Eurico Miranda, em um momento em que o Vasco da Gama estava ameaçado de rebaixamento, e dizia o Estadão de 27 de setembro de 1986: "Vasco cria torneio pirata para 1987".
De acordo com a CBF, o Flamengo foi campeão do Módulo Verde e o Sport foi campeão do Módulo Amarelo. Como no regulamento da Copa União que havia sido planejado pelo Clube dos 13, não existia o cruzamento entre os dois primeiros times de cada módulo, Flamengo (campeão do módulo verde) e Internacional (vice-campeão do mesmo módulo), amparados pelo Clube dos 13, negaram tal condição imposta pela CBF e se recusaram a jogar contra Sport e Guarani (campeões do módulo amarelo que após empate em 11 a 11 nos pênaltis dividiram o título através de um acordo entre os dois clubes e, em 22 de janeiro de 1988, a CBF deu o título da chave ao Sport, pela sua melhor campanha). Com isso, apenas Sport e Guarani fizeram a final, vencida pelos pernambucanos. No regulamento da Confederação Brasileira de Futebol, o campeonato teria 32 clubes participantes divididos em duas chaves, denominadas de "Módulo Verde" e "Módulo Amarelo", com o campeão e o vice de cada módulo disputando um quadrangular final para decidir o campeão brasileiro de 1987 e os clubes representantes do Brasil na Libertadores de 1988. Com a recusa de Flamengo e Internacional de não disputarem o quadrangular, a CBF declarou Sport como campeão e as duas equipes como representantes do Brasil na Taça Libertadores de 1988. Em contrapartida, o CND foi a favor do Flamengo e do C13, mas não conseguiu anular a quarta fase. O caso acabou sendo levado à justiça comum, esta, em processo cuja decisão já se tornou definitiva (sem possibilidade de recurso), deu ganho de causa ao Sport. Por ironia, o fundador presidente do Clube dos 13, na época, Carlos Miguel Aidar que sempre defendeu o título em favor do Flamengo, também era presidente do São Paulo e Juvenal Juvêncio que presidia o São Paulo, também era um dos dirigentes do clube naquele momento.
Para a CBF, entidade que detém a taça, em 2009, o Flamengo somava apenas cinco títulos brasileiros e não teria sido o primeiro clube a conseguir tal feito. Após muita polêmica, em 14 de abril de 2010, a CBF, através de um parecer do seu Departamento Jurídico, decidiu que o clube de futebol que receberia o troféu seria o São Paulo Futebol Clube, por ter conquistado o Campeonato Brasileiro cinco vezes alternadamente (1977, 1986, 1991, 2006 e 2007). Com essa decisão, a CBF confirmou o entendimento do Tribunal Regional Federal em considerar o Sport o campeão brasileiro de 1987. O Flamengo encaminhou várias cópias de documentos do clube dos 13 ao departamento jurídico da CBF para que a entidade proprietária da taça formalmente reconsiderasse sua decisão. A Taça das Bolinhas foi entregue ao São Paulo em 14 de fevereiro de 2011 pela Caixa Econômica Federal, mesmo tendo o Flamengo conseguido uma liminar para impedir a entrega.
Em 2010, Fábio Koff derrotou Kléber Leite, candidato de Ricardo Teixeira ao cargo de presidente do Clube dos Treze, por 12 votos a 8. A então diretoria do Flamengo acreditava que tal atitude de entregar a taça ao São Paulo seria uma retaliação da CBF pelo fato do clube não ter votado no candidato apoiado pela entidade e ainda causar uma desestabilização entre a nova diretoria eleita. Entre os clubes que apoiaram Koff estão os três envolvidos na polêmica: São Paulo, Flamengo e Sport. O presidente do Clube dos Treze, Fábio Koff, manifestou interesse em dividir o prêmio, alegando que a CBF teve dezoito anos para decidir a taça e que São Paulo, Flamengo e Sport continuam unidos, independentemente do destino do troféu.
No dia 21 de fevereiro de 2011, a CBF reconheceu também o Flamengo como campeão brasileiro de 1987. Na época, a referida entidade esportiva usou como justificativa para a decisão a narrativa da existência de dois Campeonatos Brasileiros naquele ano, um conquistado pelo Flamengo, e outro pelo Sport. Internacional e Guarani são os vices. O Flamengo ingressou com um pedido de busca e apreensão na 50.ª Vara Cível do Tribunal de Justiça do Rio de Janeiro, visando a recuperação do Troféu Copa Brasil. O juiz Gustavo Quintanilha Telles de Menezes determinou como medida cautelar a devolução da taça à Caixa Econômica Federal até que haja uma decisão final.
No dia 22 de fevereiro de 2011, o juiz Gustavo Quintanilha Telles de Menezes, da 50.ª Vara Cível do Rio de Janeiro, determinou que o São Paulo teria 24 horas para devolver o troféu à Caixa Econômica Federal. A taça deveria ficar em posse da CEF até que a situação fosse resolvida. No dia seguinte, o São Paulo tentou suspender a decisão, alegando que o juiz carioca contrariara decisão do Superior Tribunal de Justiça (STJ) de 1999, que teria decretado o Sport vencedor do Campeonato Brasileiro de Futebol Profissional de 1987. Segundo o São Paulo, o Flamengo pretendia rediscutir um tema já resolvido pelo STJ.
Em 3 de março de 2011, a ministra Isabel Gallotti, do Superior Tribunal de Justiça, analisou o processo de 1999 (aberto pelo Sport Recife) e divulgou uma nota no site do STJ e explicou que "o Superior Tribunal de Justiça não se manifestou sobre o mérito da questão, isto é, sobre quem efetivamente é o campeão brasileiro de 1987; o que foi julgado em 1999 apenas confirmou que era inviável ser apreciado pelo STJ o recurso especial contra decisão favorável ao Sport". Além disso, "a medida cautelar determinada pelo juiz da 50.ª Vara Cível do Rio de Janeiro em relação à destinação da 'Taça das Bolinhas' segue válida".
Em 14 de junho de 2011, a CBF acatou a decisão da 10.ª Vara da Justiça Federal de Primeira Instância da Seção Judiciária de Pernambuco e revogou a resolução que considerava também o Flamengo como campeão. Assim sendo o Sport Club do Recife voltou a ser reconhecido como único campeão brasileiro de futebol de 1987.
Apesar de uma decisão da Justiça ter determinado que o São Paulo deveria devolver a taça à Caixa Econômica Federal, o clube só foi fazê-lo em 4 de maio de 2012, após determinação de que força policial fosse usada se necessário. O ato administrativo da CBF dando a posse definitiva ao São Paulo foi anulada pela liminar do Flamengo, porque que o troféu em questão não estava em disputa desde 1992. Com isso, a taça foi guardada em um cofre da Caixa Econômica Federal, na cidade de São Paulo. No entanto, o local onde o objeto está armazenado não foi revelado pela instituição.
Em 8 de abril de 2014, o STJ manteve o Sport como único campeão brasileiro de 1987 e, em 4 de março de 2016, foi a vez do Supremo Tribunal Federal (STF) que não aceitou a divisão do título considerando o Sport como único campeão brasileiro de 1987. O Flamengo recorreu ao posicionamento do STF e um novo julgamento ocorreu em 18 de abril de 2017. Por 3 votos a 1, a Primeira Turma do STF negou o recurso do Flamengo e manteve o Sport como único campeão de 1987. O clube carioca ainda podia contestar essa decisão no próprio STF, mas a probabilidade de ser revertida era praticamente nula. Em 5 de dezembro de 2017 o STF ratificou a decisão anterior. E, em 16 de março de 2018, foi homologado em última instância o título de 1987 ao Sport, mantendo a decisão dos outros julgamentos, sendo que o Flamengo não pode mais recorrer.
Em dezembro de 2018, a imprensa noticiou que o Flamengo entrou com um processo no Tribunal de Justiça do Estado do Rio de Janeiro (TJRJ) contra a CBF para discutir o reconhecimento do clube como campeão brasileiro de 1987. O objetivo do clube carioca é que o Módulo Verde do Campeonato Brasileiro de 1987 — oficialmente denominado Troféu João Havelange e mais conhecido como Copa União —, seja equiparado ao Campeonato Brasileiro. Nesta ação, seria mantida a legitimidade da conquista do Sport, transitada em julgado no STF, o que faria o ano em questão ter dois campeões brasileiros. Em abril de 2019, a justiça do Rio de Janeiro agendou uma audiência de conciliação para o dia 3 de junho daquele ano, quando as partes poderiam ou não entrar em acordo sobre o tema. Porém, a decisão não era sobre a divisão do título de 1987, com sentença transitada em julgado negando o título ao Flamengo, mas sobre a improcedência do pedido do São Paulo e que nega o direito ao clube da posse definitiva do troféu. Anteriormente, a liminar do Flamengo, que anulou a entrega, alegava que o troféu Copa Brasil não estava mais em disputa desde 1992. O clube paulista teve o seu pedido indeferido. O regulamento prevendo a posse definitiva do troféu pelo clube campeão brasileiro, 3 vezes consecutivas ou 5 vezes alternadamente, começou com o troféu Taça Brasil, o primeiro modelo ficou com o Santos por ter sido tricampeão em 1963. Já o segundo modelo ficou com o Botafogo por ter sido o último clube a erguer a taça.
No dia 30 de abril de 2019, a juíza Cristina de Araújo Goes Lajchter, da 50ª Vara Cível do Tribunal de Justiça do Estado do Rio de Janeiro, determinou que o Troféu Copa Brasil, em posse da Caixa Econômica Federal desde 2017, fosse devolvido pelo banco para a CBF para que a entidade tome "as medidas cabíveis acerca do destino da mencionada taça". No entanto, não foi estipulado um prazo para que a CBF tome uma decisão sobre o assunto.
Em 25 de novembro de 2019, um dia após o Flamengo se sagrar campeão brasileiro, a CBF emitiu uma nota afirmando que, ao longo de todo o processo judicial (iniciado em 2011, após a confederação dividir o título), defendera que o título do Campeonato Brasileiro de 1987 fosse dividido entre o Flamengo e o Sport, no entanto, como a decisão do STF se demonstrou apenas favorável ao Sport, a entidade afirmou que respeitaria tal decisão, todavia, “Sob o ponto de vista esportivo, a CBF, a título de opinião, considera que o Clube de Regatas do Flamengo é merecedor da designação de heptacampeão brasileiro”. Três dias depois, no encerramento da partida entre Flamengo e Ceará, pela 35º rodada do Campeonato Brasileiro, o Globoesporte.com repercutiu que o então presidente da CBF, Rogério Caboclo, em um suposto gesto simbólico que seria ao heptacampeonato do Flamengo, ergueu a taça sete vezes antes de entregá-la aos três jogadores com faixas de capitão, Diego Alves, Diego Ribas e Éverton Ribeiro. Noticiando a conquista do Campeonato Brasileiro de 2019 pelo clube carioca em seu site oficial, a CBF incluiu "1987 (Copa União)" entre os títulos brasileiros de 1983 e 1992, o que se repetiria na notícia do título de 2020.